# Treise

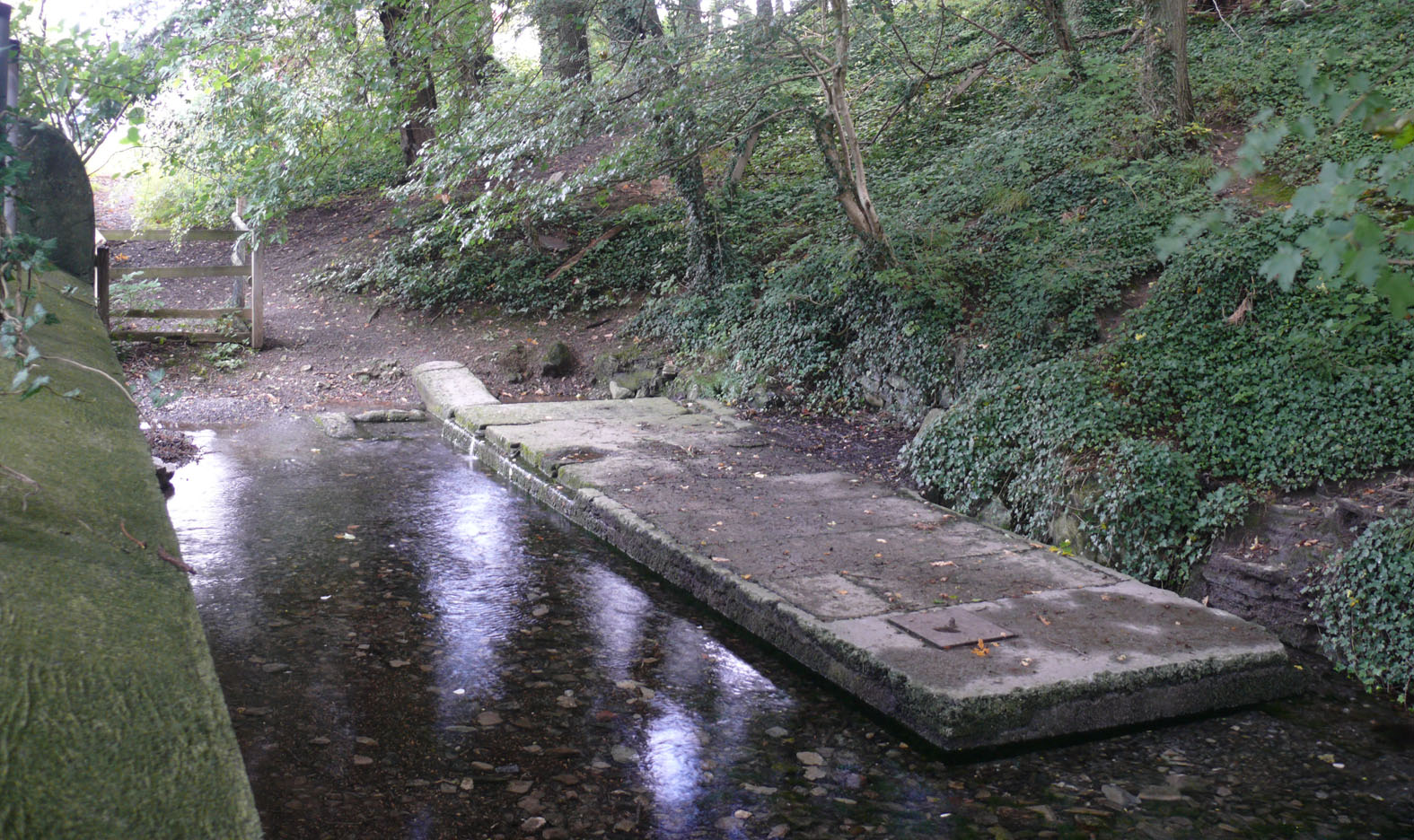
Quellbecken der Treise

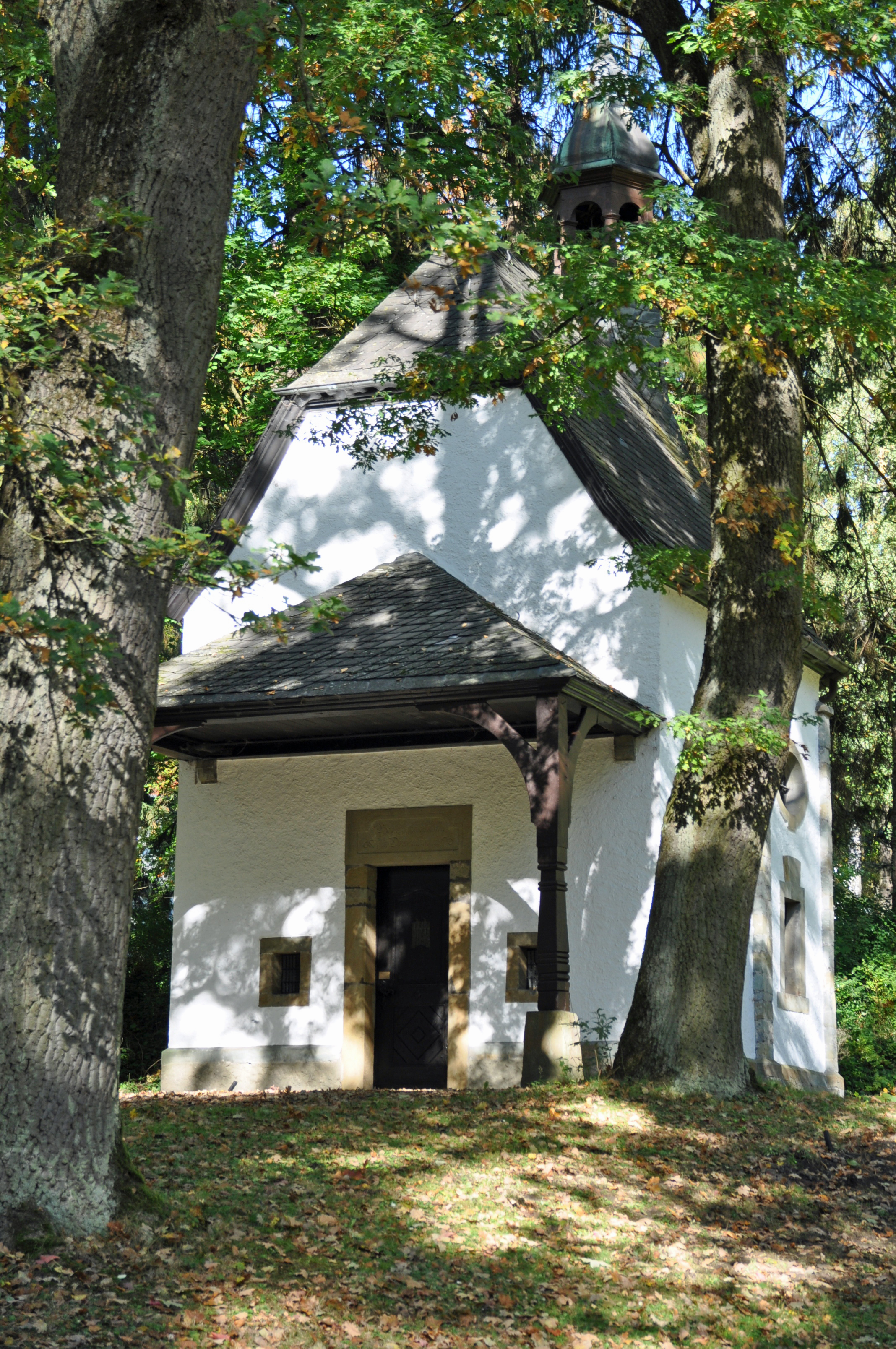
Die Treise-Kapelle wurde 1985 zur Gedenkstätte für die Opfer der Euthanasie

Die Treise ist ein kurzer Nebenbach der Wester. Sie entspringt am Fuße des Oberhagens. Bis auf das Quellbecken ist heute der gesamte Verlauf des Baches verrohrt, sie mündet deshalb auch unsichtbar in die Wester.

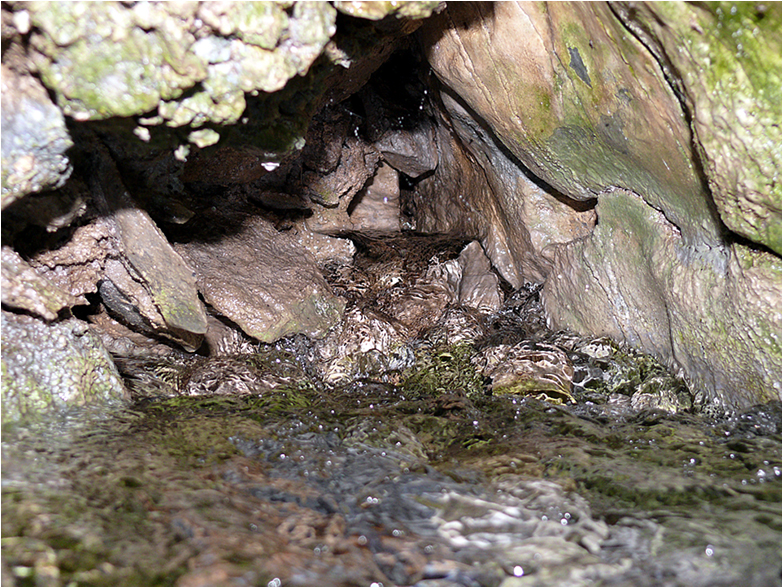
Blick in die Quelle der Treise

Urkundlich findet sich die Treise erstmals am 23. November 1483: Katherine, Witwe des Goswin Lurwaldes, wohnhaft zu Rüthen, verkauft dem Kloster Galiläa (vormals Hukenhem) einen Morgen Land, stoßend auf den Salten Borne (das Salzbörnchen in Warstein)(…) eine Hälfte ihrer Wiese unten auf der „Treyse“. Besonders interessant ist die Darstellung der Treise auf einer Karte von ca. 1630. Im Original der Karte entspringt die Treise aus einem Stollenmundloch. Im Bereich des Oberhagens geht mindestens seit dem Mittelalter intensiver Bergbau auf Eisen um. Möglicherweise ist die Treisequelle also keine natürliche Quelle, sondern eine mittelalterliche Grubenentwässerung.
Als im Jahr 1739 die Warsteiner Eisenhütte am Fuße des Oberhagens errichtet wurde (als Nachfolger schwer greifbarer früherer Eisenhütten an dieser Stelle) gab es am Lauf der Wester kein freies Wassergefälle mehr für die Anlage von Wasserrädern. Der Betreiber der Eisenhütte nutzte deshalb das Wasser der Treise für den Betrieb seiner Wasserkraftanlage. Zwar schüttet die Quelle der Treise nicht so stark, dafür ist jedoch ein relativ großes Gefälle vorhanden. Zusätzlich wurde das Wasser in einem recht hoch gelegenen Hüttenteich aufgestaut. Da der gesamte Lauf der Treise auf dem Gelände der Eisenhütte lag, wurde die Treise sehr früh künstlich geleitet, schließlich vollständig verrohrt.
Das Quellwasser der Treise ist ca. 13 °C warm, also rund 5 °C wärmer, als im Warsteiner Raum von oberflächennahem Grundwasser zu erwarten wäre. Auch der Salzgehalt von ca. 100 mg/l ist deutlich höher als bei oberflächennahem Grundwasser zu erwarten wäre. Das zeigt an, dass das Quellwasser der Treise aus größerer Tiefe zufließen muss. Eventuell steigt es entlang der Störung auf, die auch für die Vererzungen im Oberhagen verantwortlich ist.
Auf dem Gelände der LWL-Klinik Warstein steht die Treise-Kapelle als Gedenkstätte für die Opfer der Euthanasie.